# Onthophagus bakeri
Onthophagus bakeri är en skalbaggsart som beskrevs av Antoine Boucomont 1919. Onthophagus bakeri ingår i släktet Onthophagus och familjen bladhorningar. Inga underarter finns listade i Catalogue of Life.